# Шон Макбрайд
Шон Макбрайд (на ирландски: Seán MacBride) е ирландски политик, дипломат и парламентарист.
Член на Ирландската републиканска армия и неин началник на щаба през 1928 г., съосновател на ирландската Републиканска партия (Republican Party), външен министър на Република Ирландия.
Съосновател (1961) и първи президент (1961 – 1974) на „Амнести интернешънъл“, президент на организацията Международно бюро за мир (1974 – 1985) и на Комисията на ООН за Намибия (1973 – 1977). Носител на многобройни международни отличия, между които и Ленинска награда за мир за 1977 г. Заедно с Ейсаку Сато лауреат на Нобелова награда за мир за 1974 г. за своята дългогодишна ангажираност със защитата на правата на човека.